# Николай Младенов
Вижте пояснителната страница за други личности с името Николай Младенов.
Николай Евтимов Младенов е български дипломат и политик от партия ГЕРБ, а преди това, до 2005 г. – от Съюза на демократичните сили (заместник-председател и говорител на СДС). През 2007 – 2009 г. е депутат в Европейския парламент. В първото правителство на Бойко Борисов е министър на отбраната (юли 2009 – януари 2010), а след това – министър на външните работи до края на мандата на правителството на 13 март 2013 г. През август 2013 г. е назначен за специален представител на генералния секретар на ООН Бан Ки-мун за Ирак и за ръководител на мисията на ООН там. През февруари 2015 г. е назначен за специален координатор за Близкоизточния мирен процес от генералния секретар на ООН Бан Ки-мун.

## Биография

### Ранен живот и произход
Николай Младенов е роден на 5 май 1972 г. Баща му, Евтим Младенов, е щатен служител на Първо главно управление на Държавна сигурност, като ползва дипломатически статут за прикритие, а чичо му Младен Младенов е посланик в редица държави преди 1989 г. Самият Николай Младенов не отрича тези твърдения, заявявайки, че подобен факт не би имал влияние върху работата му. Майка му Неда Младенова е лекар – педиатър.
Николай Младенов учи в държавите, където работи баща му (Сирия, Холандия). Завършва Първа английска гимназия в София. По това време участва активно в Ученическия комитет на ДКМС на гимназията.
През 1995 г. завършва Университета за национално и световно стопанство, специалност „Международни отношения“. На следващата година защитава магистърска степен по военни науки от Кралския колеж в Лондон с дипломна работа на тема „Влиянието на близкоизточния мирен процес върху израелската ядрена програма“.

### Професионална кариера
Между 1996 и 1998 г. заема поста програмен директор на фондация „Отворено общество“, София. Следва длъжност като програмен координатор в Социалния отдел за България на Световната банка. През 1999 г. основава Европейския институт в София и е негов директор до 2001 г. Народен представител от ОДС в XXXIX народно събрание, както и парламентарен секретар до март 2002 г., заместник-председател на Комисията по европейска интеграция и член на комисията по външна политика, отбрана и сигурност.

### Политическа кариера
На 12 март 2002 г. е избран за член на Националния изпълнителен съвет (НИС) на партия Съюз на демократичните сили. По-късно е назначен за говорител на партията. От 22 февруари 2004 г. е на поста заместник-председател на СДС, който напуска с оставката си от 16 август 2005 г.
От 2005 до 2007 г. работи като консултант на Световната банка, Международния републикански институт и Националния демократически институт в България, Афганистан, Йемен и други страни от Близкия изток. През 2006 г. е съветник към парламентарните комисии по отбрана и външна политика на Иракския парламент.
В кандидатската листа на партия „ГЕРБ“ за изборите за членове на Европейския парламент (ЕП) е регистриран под номер 3. Като депутат в ЕП Младенов е член на комисиите по вътрешен пазар и защита на потребителите, външна политика, подкомисията за сигурност и отбрана. Също така е първи заместник-председател на делегацията на ЕП за отношения с Ирак и член на делегациите за Израел и Афганистан.
След парламентарните избори през 2009 г., спечелени от ГЕРБ, Младенов става министър на отбраната в правителството на Бойко Борисов. От 27 януари 2010 г. до края на мандата на правителството на 13 март 2013 г. Николай Младенов заема поста външен министър на мястото на подалата оставка Румяна Желева. На 28 май 2012 г. той е домакин на срещата на сирийската опозиция в Правец , включваща делегации на Сирийския национален съвет, Кюрдския национален съвет и Националния блок, който обединява всички племенни лидери, които са срещу режима на Башар Асад.
През август 2013 г. е назначен за специален представител на генералния секретар на ООН Пан Ки-мун за Ирак и за ръководител на мисията на ООН там.

### Скандали
През октомври 2021 г., във връзка с разкриването на досиетата „Пандора“, става известно, че през 2013 година Младенов е регистрирал предприятие на Сейшелските острови, като според обясненията му то никога не е работило.

## Личен живот
Младенов сключва брак с Гергана Григорова, докато е външен министър през 2011 г. На сватбата им кумува премиерът Борисов. Семейството има две дъщери и един син.